# Herrarnas lagtävling i sabel vid olympiska sommarspelen 1972
Herrarnas lagtävling i sabel i de olympiska fäktningstävlingarna 1972 i München avgjordes den 3-4  september.

## Medaljörer
| Event      | Guld                                                                                           | Silver                                                                                     | Brons                                                                  |
| Sabel, lag | Italien Michele Maffei Mario Aldo Montano Mario Tullio Montano Rolando Rigoli Cesare Salvadori | Sovjetunionen Viktor Basjenov Vladimir Nazlimov Viktor Sidjak Eduard Vinokurov Mark Rakita | Ungern Pál Gerevich Tamás Kovács Péter Marót Tibor Pézsa Péter Bakonyi |

## Laguppställningar
| Österrike - Hanns Brandstätter - Bernd Brodak - Fritz Prause - Günther Ulrich Bulgarien - Khristo Khristov - Stojko Lipchev - Anani Michajlov - Valentin Nikolov - Boris Stavrev Kuba - Hilario Hipólito - Guzman Salazar - Francisco de la Torre - Manuel Ortíz - Manuel Suárez Frankrike - Régis Bonissent - Bernard Dumont - Bernard Vallée - Philippe Bena - Serge Panizza | Storbritannien - David Acfield - Richard Cohen - Rodney Craig - John Deanfield - Richard Oldcorn Ungern - Tibor Pézsa - Péter Marót - Péter Bakonyi - Tamás Kovács - Pál Gerevich Italien - Michele Maffei - Rolando Rigoli - Cesare Salvadori - Mario Aldo Montano - Mario Tullio Montano Polen - Józef Nowara - Krzysztof Grzegorek - Zygmunt Kawecki - Jerzy Pawłowski - Janusz Majewski Rumänien - Dan Irimiciuc - Iosif Budahazi - Gheorghe Culcea - Constantin Nicolae - Octavian Vintilă | Sovjetunionen - Mark Rakita - Viktor Sidjak - Vladimir Nazlimov - Eduard Vinokurov - Viktor Bazjenov Schweiz - Alain Barudoni - Sandor Gombay - Istvan Kulcsar - Janos Mohoss - Toni Reber USA - Paul Apostol - Robert Dow - Alfonso Morales - Alex Orban Västtyskland - Walter Convents - Volker Duschner - Knut Höhne - Dieter Wellmann - Paul Wischeidt |